# Carl Bezold
Carl Bezold, né le 18 mai 1859, à Donauworth et mort le 21 novembre 1922 à Heidelberg, est un orientaliste et assyriologue allemand.

## Biographie
Carl Bezold s'intéresse d'abord au chinois, qu'il traduit en syriaque. Il se fait connaitre en tant qu'assyriologue.